# Mistrovství světa ve florbale žen do 19 let 2016
Mistrovství světa ve florbale žen do 19 let 2016 bylo 7. ročníkem mistrovství světa juniorek. Místem konání byla Kanada. Hrálo se ve městě Belleville, v provincii Ontario.
Druhý titul v řadě a pátý celkem vyhrálo Švédsko. Česko nenavázalo na úspěch z předchozího mistrovství a skončilo čtvrté.
Sestoupilo Lotyšsko, které podlehlo Slovensku 9:5. Páté bylo Norsko a šesté Polsko.

## Skupinová fáze

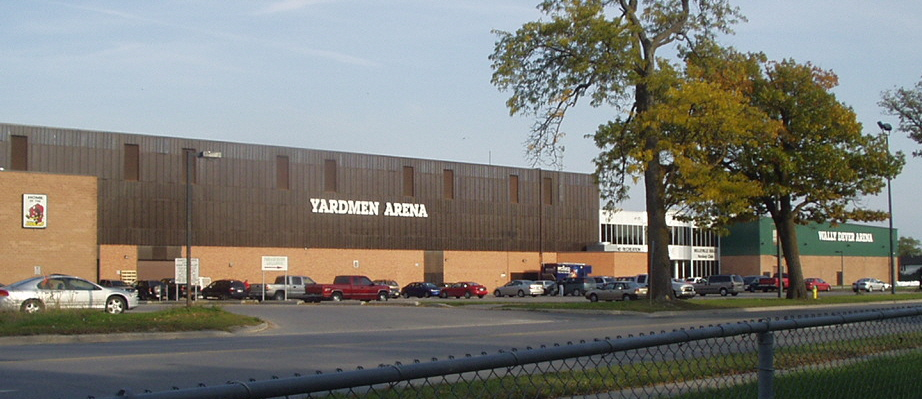
Yardmen Arena, místo konání turnaje

### Skupina A
| Poř. | Tým       | Z | V | R | P | VG | IG | +/- | B |
| ---- | --------- | - | - | - | - | -- | -- | --- | - |
| 1.   | Švédsko   | 3 | 3 | 0 | 0 | 41 | 0  | +41 | 6 |
| 2.   | Švýcarsko | 3 | 2 | 0 | 1 | 17 | 21 | -4  | 4 |
| 3.   | Norsko    | 3 | 1 | 0 | 2 | 10 | 31 | -21 | 2 |
| 4.   | Slovensko | 3 | 0 | 0 | 3 | 8  | 24 | -16 | 0 |

### Skupina B
| Poř. | Tým      | Z | V | R | P | VG | IG | +/- | B |
| ---- | -------- | - | - | - | - | -- | -- | --- | - |
| 1.   | Finsko   | 3 | 3 | 0 | 0 | 47 | 4  | +43 | 6 |
| 2.   | Česko    | 3 | 1 | 1 | 1 | 25 | 19 | +6  | 3 |
| 3.   | Polsko   | 3 | 1 | 1 | 1 | 12 | 28 | -16 | 3 |
| 4.   | Lotyšsko | 3 | 0 | 0 | 3 | 8  | 41 | -33 | 0 |

## Play off
Po skupinách následovalo play off a zápasy o umístění.
|  | Semifinále | Semifinále | Semifinále |  |  | Finále      | Finále      | Finále      |
|  |            |            |            |  |  |             |             |             |
|  | 1A         | Švédsko    | 5          |  |  |             |             |             |
|  | 2B         | Česko      | 0          |  |  |             |             |             |
|  |            |            |            |  |  |             | Švédsko     | 6           |
|  |            |            |            |  |  |             | Finsko      | 3           |
|  | 1B         | Finsko     | 5          |  |  |             |             |             |
|  | 2A         | Švýcarsko  | 1          |  |  | Třetí místo | Třetí místo | Třetí místo |
|  |            |            |            |  |  |             | Česko       | 2           |
|  |            |            |            |  |  |             | Švýcarsko   | 3           |

Všechny časy zápasů jsou uvedeny v kanadském východním letním čase (UTC −4, SELČ −6).

### Semifinále
| 7. května 2016 13:10 | Finsko | 5 : 1 (1:0, 1:0, 3:1) | Švýcarsko | Yardmen Arena, Belleville Návštěvnost: 287 |  |

| Zpráva |

| 7. května 2016 16:11 | Švédsko | 5 : 0 (3:0, 0:0, 2:0) | Česko | Yardmen Arena, Belleville Návštěvnost: 331 |  |

| Zpráva |

### Finále
| 8. května 2016 18:10 | Švédsko | 6 : 3 (2:2, 3:0, 1:1) | Finsko | Yardmen Arena, Belleville Návštěvnost: 602 |  |

| Zpráva |

### O 3. místo
| 8. května 2016 15:12 | Česko | 2 : 3 (1:1, 0:1, 1:1) | Švýcarsko | Yardmen Arena, Belleville Návštěvnost: 284 |  |

| Zpráva |

### O 5. místo
Hrály třetí týmy ze skupin.
| 7. května 2016 15:59 | Norsko | 5 : 4 (4:0, 1:2, 0:2) | Polsko | Quinte Sports Centre, Belleville Návštěvnost: 190 |  |

| Zpráva |

### O 7. místo
Hrály čtvrté týmy ze skupin.
| 7. května 2016 10:10 | Lotyšsko | 5 : 9 (2:3, 0:1, 3:5) | Slovensko | Yardmen Arena, Belleville Návštěvnost: 155 |  |

| Zpráva |

## Konečné pořadí
| Pořadí           | Tým       |
| ---------------- | --------- |
| Zlatá medaile    | Švédsko   |
| Stříbrná medaile | Finsko    |
| Bronzová medaile | Švýcarsko |
| 4.               | Česko     |
| 5.               | Norsko    |
| 6.               | Polsko    |
| 7.               | Slovensko |
| 8.               | Lotyšsko  |

## All Star tým
Členkami All Star týmu se staly:
Brankářka:  Lovisa Hedin
Obrana:  Klara Molin,  Roosa Salmela
Útok:  Frida Ahlstrand,  Annie Nilsson,  Jenna Saario

## Divize B
Vítězem Divize B se stalo Německo a postoupilo tak do Divize A pro mistrovství v roce 2018.
| Pořadí | Tým      |
| ------ | -------- |
| 9.     | Německo  |
| 10.    | Kanada   |
| 11.    | Maďarsko |
| 12.    | USA      |
| 13.    | Thajsko  |
| 14.    | Japonsko |
| 15.    | Rakousko |